# Anton Urh
Anton Urh, slovenski politik, * 22. september 1943, Koprivnik v Bohinju.

## Življenjepis

### Državni zbor
2008-2011
V času 5. državnega zbora Republike Slovenije, član Demokratične stranke upokojencev Slovenije, je bil član naslednjih delovnih teles:
- Komisija za nadzor obveščevalnih in varnostnih služb (član)
- Odbor za notranjo politiko, javno upravo in pravosodje (član)
- Odbor za promet (član)

Na državnozborskih volitvah leta 2011 je kandidiral na listi DeSUS.